# Witness (album của Katy Perry)
Witness là album phòng thu thứ năm của ca sĩ người Mỹ Katy Perry, phát hành ngày 9 tháng 6 năm 2017 bởi Capitol Records. Sau khi kết thúc chuyến lưu diễn Prismatic World Tour (2014–15), Perry tạm gác lại sự nghiệp để tập trung cải thiện sức khỏe tinh thần và trở lại với một hình tượng mới. Đây là một bản thu âm electropop kết hợp với phong cách âm nhạc dance và EDM, đồng thời chịu nhiều ảnh hưởng từ hip hop, new wave thập niên 1980 và house thập niên 1990. Được nữ ca sĩ mô tả như một đĩa nhạc về "sự giải phóng", nội dung ca từ của Witness đề cập đến những chủ đề về tự trao quyền và chủ nghĩa nữ quyền, lấy cảm hứng từ một loạt sự kiện xung quanh cuộc sống của cô lúc bấy giờ, bao gồm thất bại của Hillary Clinton trong Cuộc bầu cử tổng thống Hoa Kỳ năm 2016. Đóng vai trò đồng điều hành dự án với cộng tác viên lâu năm Max Martin, cô kết hợp với một loạt nhà sản xuất khác nhau, bao gồm Jeff Bhasker, Mark Crew, Duke Dumont, Jack Garratt, Oscar Holter, Illangelo, Ilya, Ali Payami và Shellback. Đây cũng là đĩa nhạc đầu tiên không có sự tham gia sản xuất từ Dr. Luke kể từ album phòng thu thứ hai One of the Boys (2008).
Witness đánh dấu bước chuyển biến lớn về mặt hình ảnh của Perry, sau khi cô quyết định rũ bỏ hình tượng sân khấu tươi sáng và chấp nhận con người thật của bản thân là Katheryn Hudson, tên thật của nữ ca sĩ. Perry từ bỏ mái tóc đen dài quen thuộc để cắt tóc pixie ngắn và chấp nhận màu tóc vàng tự nhiên của mình. Ngoài ra, đĩa nhạc còn có sự tham gia góp giọng của những rapper như Nicki Minaj, Migos và Skip Marley. Album nhận được những phản ứng trái chiều từ các nhà phê bình âm nhạc, trong đó họ đánh giá cao bản chất cá nhân của đĩa nhạc nhưng vấp phải nhiều chỉ trích bởi tổng thể thiếu mạch lạc, khâu sản xuất và chiến dịch quảng bá liên quan đến chính trị. Witness cũng gặt hái những thành công đáng kể về mặt thương mại khi đứng đầu các bảng xếp hạng tại Canada và Tây Ban Nha, đồng thời lọt vào top 10 ở nhiều quốc gia khác, bao gồm vươn đến top 5 ở những thị trường lớn như Úc, Pháp, Ireland, Mexico và New Zealand. Album ra mắt ở vị trí số một trên bảng xếp hạng Billboard 200 với 180,000 đơn vị album tương đương, trở thành album quán quân thứ ba liên tiếp trong sự nghiệp của nữ ca sĩ tại Hoa Kỳ.
Năm đĩa đơn đã được phát hành từ Witness. "Chained to the Rhythm" được chọn làm đĩa đơn mở đường và lọt vào top 10 ở gần 20 quốc gia, cũng như đạt vị trí thứ tư trên bảng xếp hạng Billboard Hot 100 tại Hoa Kỳ. Hai đĩa đơn tiếp theo "Bon Appétit" và "Swish Swish" gặt hái những thành tích thương mại tương đối khi vươn đến top 40 ở một số thị trường, trong khi "Save as Draft" và "Hey Hey Hey" chỉ được phát hành giới hạn. Để quảng bá album, Perry xuất hiện và trình diễn trên nhiều chương trình truyền hình và lễ trao giải lớn, bao gồm Saturday Night Live, giải Grammy lần thứ 59, giải Brit năm 2017, giải thưởng âm nhạc iHeartRadio 2017 và giải Video âm nhạc của MTV năm 2017, cũng như thực hiện chương trình phát trực tiếp kéo dài bốn ngày liên tiếp trên YouTube mang tên Katy Perry Live: Witness World Wide, ghi lại những hoạt động hằng ngày của cô trong một ngôi nhà và kết thúc bằng một hòa nhạc trực tiếp. Ngoài ra, nữ ca sĩ còn tiến hành chuyến lưu diễn Witness: The Tour (2017-18) với 115 đêm diễn và đi qua bốn châu lục. Tính đến tháng 7 năm 2018, album đã bán được hơn 900,000 bản trên toàn cầu.

## Danh sách bài hát
| Witness – Phiên bản tiêu chuẩn | Witness – Phiên bản tiêu chuẩn                    | Witness – Phiên bản tiêu chuẩn                                                           | Witness – Phiên bản tiêu chuẩn                                   | Witness – Phiên bản tiêu chuẩn |
| STT                            | Nhan đề                                           | Sáng tác                                                                                 | Sản xuất                                                         | Thời lượng                     |
| ------------------------------ | ------------------------------------------------- | ---------------------------------------------------------------------------------------- | ---------------------------------------------------------------- | ------------------------------ |
| 1.                             | "Witness"                                         | Katy Perry Max Martin Ali Payami Savan Kotecha                                           | Martin Payami                                                    | 4:10                           |
| 2.                             | "Hey Hey Hey"                                     | Perry Martin Payami Sia Furler Sarah Hudson                                              | Martin Payami                                                    | 3:34                           |
| 3.                             | "Roulette"                                        | Perry Martin Payami Shellback Ferras Alqaisi                                             | Martin Payami Shellback                                          | 3:18                           |
| 4.                             | "Swish Swish" (hợp tác với Nicki Minaj)           | Perry Duke Dumont Hudson PJ Sledge Onika Maraj Brittany Hazzard                          | Dumont Sledge [c] Noah Passovoy [c] [d]                          | 4:02                           |
| 5.                             | "Déjà Vu"                                         | Perry Hayden James Alqaisi Thomas Stell                                                  | H. James Passovoy [d]                                            | 3:17                           |
| 6.                             | "Power"                                           | Perry Jack Garratt William Robinson                                                      | Garratt Passovoy [d]                                             | 3:46                           |
| 7.                             | "Mind Maze"                                       | Perry Hudson Corin Roddick Megan James                                                   | Roddick [a] Rachael Findlen [d]                                  | 4:08                           |
| 8.                             | "Miss You More"                                   | Perry Hudson Roddick M. James                                                            | Roddick [a] Payami [b] Martin [d] Findlen [d] Peter Karlsson [e] | 3:54                           |
| 9.                             | "Chained to the Rhythm" (hợp tác với Skip Marley) | Perry Martin Furler Payami Skip Marley                                                   | Martin Payami                                                    | 3:57                           |
| 10.                            | "Tsunami"                                         | Perry Michael Williams Marcus Bell Hudson Mia Moretti                                    | Mike Will Made It Scooly Passovoy [c] [d]                        | 3:23                           |
| 11.                            | "Bon Appétit" (hợp tác với Migos)                 | Perry Martin Shellback Oscar Holter Alqaisi Quavious Marshall Kiari Cephus Kirsnick Ball | Holter Martin Shellback                                          | 3:47                           |
| 12.                            | "Bigger Than Me"                                  | Perry Hudson Roddick M. James                                                            | Holter Roddick [a] Findlen [d]                                   | 4:00                           |
| 13.                            | "Save as Draft"                                   | Perry Noonie Bao Dijon McFarlane Nicholas Audino Lewis Hughes Elof Loelv                 | Loelv Martin [d]                                                 | 3:48                           |
| 14.                            | "Pendulum"                                        | Perry Jeff Bhasker Hudson                                                                | Bhasker Illangelo [c] Passovoy [d]                               | 4:00                           |
| 15.                            | "Into Me You See"                                 | Perry Joe Goddard Alexis Taylor Alqaisi                                                  | Dustin O'Halloran                                                | 4:24                           |
| Tổng thời lượng:               | Tổng thời lượng:                                  | Tổng thời lượng:                                                                         | Tổng thời lượng:                                                 | 57:28                          |

| Witness – Phiên bản cao cấp và tại Target | Witness – Phiên bản cao cấp và tại Target | Witness – Phiên bản cao cấp và tại Target | Witness – Phiên bản cao cấp và tại Target | Witness – Phiên bản cao cấp và tại Target |
| STT                                       | Nhan đề                                   | Sáng tác                                  | Sản xuất                                  | Thời lượng                                |
| ----------------------------------------- | ----------------------------------------- | ----------------------------------------- | ----------------------------------------- | ----------------------------------------- |
| 16.                                       | "Dance with the Devil"                    | Perry Hudson Felix Snow                   | Snow Passovoy [d]                         | 3:49                                      |
| 17.                                       | "Act My Age"                              | Perry Hudson Tinashe Fazakerley Mark Crew | Ilya Rationale Crew Passovoy [d]          | 3:42                                      |
| Tổng thời lượng:                          | Tổng thời lượng:                          | Tổng thời lượng:                          | Tổng thời lượng:                          | 64:59                                     |

| Witness – Phiên bản cao cấp giới hạn tại Nhật Bản (DVD kèm theo) | Witness – Phiên bản cao cấp giới hạn tại Nhật Bản (DVD kèm theo) | Witness – Phiên bản cao cấp giới hạn tại Nhật Bản (DVD kèm theo) | Witness – Phiên bản cao cấp giới hạn tại Nhật Bản (DVD kèm theo) |
| STT                                                              | Nhan đề                                                          | Đạo diễn                                                         | Thời lượng                                                       |
| ---------------------------------------------------------------- | ---------------------------------------------------------------- | ---------------------------------------------------------------- | ---------------------------------------------------------------- |
| 1.                                                               | "Chained to the Rhythm" (video ca nhạc)                          | Mathew Cullen                                                    | 4:00                                                             |
| 2.                                                               | "Chained to the Rhythm" (hậu trường video ca nhạc phần 1)        | Possum Hill                                                      | 5:50                                                             |
| 3.                                                               | "Chained to the Rhythm" (hậu trường video ca nhạc phần 2)        | Hill                                                             | 4:36                                                             |
| Tổng thời lượng:                                                 | Tổng thời lượng:                                                 | Tổng thời lượng:                                                 | 14:26                                                            |

Ghi chú
- ^[a]  – nghĩa là sản xuất chính và giọng hát
- ^[b]  – nghĩa là sản xuất chính và giọng hát bổ sung
- ^[c]  – nghĩa là sản xuất bổ sung
- ^[d]  – nghĩa là sản xuất giọng hát
- ^[e]  – nghĩa là sản xuất giọng hát bổ sung

Ghi chú nhạc mẫu
- "Swish Swish" bao gồm các đoạn trích từ "I Get Deep" do Roland Clark sáng tác.
- "Power" bao gồm một đoạn trích từ "Being with You" do Smokey Robinson sáng tác và thể hiện.

## Xếp hạng
| Bảng xếp hạng (2017)                     | Vị trí cao nhất |
| ---------------------------------------- | --------------- |
| Album Úc (ARIA)                          | 2               |
| Album Áo (Ö3 Austria)                    | 6               |
| Album Bỉ (Ultratop Vlaanderen)           | 8               |
| Album Bỉ (Ultratop Wallonie)             | 4               |
| Album Canada (Billboard)                 | 1               |
| Album Cộng hòa Séc (ČNS IFPI)            | 3               |
| Album Đan Mạch (Hitlisten)               | 15              |
| Album Hà Lan (Album Top 100)             | 8               |
| Album Phần Lan (Suomen virallinen lista) | 3               |
| Album Pháp (SNEP)                        | 4               |
| Album Đức (Offizielle Top 100)           | 10              |
| Album Hy Lạp (IFPI)                      | 4               |
| Album Hungaria (MAHASZ)                  | 17              |
| Album Ireland (IRMA)                     | 5               |
| Album Ý (FIMI)                           | 6               |
| Album Nhật Bản (Oricon)                  | 19              |
| Album Nhật Bản Quốc tế (Oricon)          | 4               |
| Album Mexico (AMPROFON)                  | 2               |
| Album New Zealand (RMNZ)                 | 2               |
| Album Na Uy (VG-lista)                   | 5               |
| Album Ba Lan (ZPAV)                      | 9               |
| Album Bồ Đào Nha (AFP)                   | 12              |
| Album Scotland (OCC)                     | 7               |
| Album Slovakia (ČNS IFPI)                | 4               |
| Album Hàn Quốc (Circle)                  | 78              |
| Album Hàn Quốc Quốc tế (Circle)          | 2               |
| Album Tây Ban Nha (PROMUSICAE)           | 1               |
| Album Thụy Điển (Sverigetopplistan)      | 7               |
| Album Thụy Sĩ (Schweizer Hitparade)      | 7               |
| Album Anh Quốc (OCC)                     | 6               |
| Album Hoa Kỳ Billboard 200               | 1               |

| Bảng xếp hạng (2017)            | Vị trí cao nhất |
| ------------------------------- | --------------- |
| Album Argentina (CAPIF)         | 4               |
| Album Hàn Quốc Quốc tế (Circle) | 11              |

| Bảng xếp hạng (2017)         | Vị trí |
| ---------------------------- | ------ |
| Album Úc (ARIA)              | 35     |
| Album Bỉ (Ultratop Flanders) | 107    |
| Album Bỉ (Ultratop Wallonia) | 93     |
| Album Canada (Billboard)     | 39     |
| Album Hà Lan (MegaCharts)    | 93     |
| Album Ý (FIMI)               | 92     |
| Album Mexico (AMPROFON)      | 50     |
| Hoa Kỳ Billboard 200         | 91     |

## Chứng nhận
| Quốc gia | Chứng nhận  | Số đơn vị/doanh số chứng nhận |
| --- | ----------- | ----------------------------- |
| Úc (ARIA) | Vàng        | 35.000^                       |
| Áo (IFPI Áo) | Vàng        | 7.500‡                        |
| Canada (Music Canada) | 2× Bạch kim | 160.000‡                      |
| Đan Mạch (IFPI Đan Mạch) | Vàng        | 10.000‡                       |
| Pháp (SNEP) | Vàng        | 50.000‡                       |
| Ấn Độ (IMI) | 3× Bạch kim | 90,000                        |
| Ý (FIMI) | Vàng        | 25.000‡                       |
| México (AMPROFON) | Bạch kim    | 60.000‡                       |
| Hà Lan (NVPI) | Vàng        | 25.000‡                       |
| New Zealand (RMNZ) | Vàng        | 7.500‡                        |
| Na Uy (IFPI) | Bạch kim    | 20.000*                       |
| Ba Lan (ZPAV) | Bạch kim    | 20.000‡                       |
| Anh Quốc (BPI) | Vàng        | 100.000‡                      |
| Hoa Kỳ (RIAA) | Vàng        | 500.000‡                      |
| Tổng hợp |             |                               |
| Toàn cầu | —           | 900,000                       |
| * Chứng nhận dựa theo doanh số tiêu thụ. ^ Chứng nhận dựa theo doanh số nhập hàng. ‡ Chứng nhận dựa theo doanh số tiêu thụ và phát trực tuyến. |             |                               |

## Lịch sử phát hành
| Khu vực          | Ngày            | Phiên bản          | Định dạng      | Hãng đĩa | Ct     |
| ---------------- | --------------- | ------------------ | -------------- | -------- | ------ |
| Nhiều            | 9 tháng 6, 2017 | Tiêu chuẩn cao cấp | CD tải nhạc số | Capitol  | [ 65 ] |
| 11 tháng 8, 2017 | LP              | Tiêu chuẩn cao cấp | [ 66 ]         | Capitol  |        |